# Pleonotoma clematis
Pleonotoma clematis là một loài thực vật có hoa trong họ Chùm ớt. Loài này được (Kunth) Miers miêu tả khoa học đầu tiên năm 1863.